# 4501-es mellékút (Magyarország)
A 4501-es számú mellékút egy bő 5 kilométer hosszú, négy számjegyű mellékút Bács-Kiskun vármegye Tiszakécskei járásában; Tiszaalpár településrészeit köti össze egymással és a térség más fontosabb útvonalaival.

## Nyomvonala
A 4625-ös útból ágazik ki, annak majdnem pontosan az 51+500-as kilométerszelvényénél lévő, közel derékszögű elágazásánál, az addigi szakasz egyenes folytatásaként, Tiszaalpár Alpár településrészének központjában. Délkeleti irányban indul, Hunyadi János utca néven, majd nagyjából 800 méter után a Dózsa György utca nevet veszi fel. Mintegy másfél kilométer után már Tiszaújfalu településrészen folytatódik, ahol Ady Endre utca a neve, a lakott terület déli részén, 2,8 kilométer megtétele és egy iránytörés után pedig a Bokrosi út nevet viseli. Dél-délnyugati irányban haladva hagyja el a belterületet, bő 3,3 kilométer teljesítését követően. Onnan leginkább külterületek között halad, így ér véget, beletorkollva a 4502-es útba, annak 3+100-as kilométerszelvénye közelében.
Teljes hossza, az országos közutak térképes nyilvántartását szolgáló kira.gov.hu adatbázisa szerint 5,398 kilométer.

## Települések az út mentén
- Tiszaalpár